# Gymnogeophagus meridionalis
Gymnogeophagus meridionalis Reis & Malabarba, 1988 è un pesce di acqua dolce appartenente alla famiglia Cichlidae, a volte catturato per essere tenuto in acquario.

## Descrizione
Il maschio non supera i 9 cm, ed è giallo-arancione con diverse macchie azzurrine sia sul corpo che sulle pinne. Una striscia nera attraversa l'occhio.

## Biologia
Si tratta di una specie  onnivora.

## Distribuzione e habitat
Proviene dal Sud America, più precisamente dall'Uruguay e dall'Argentina.